# Conolophus marthae
Conolophus marthae là một loài thằn lằn trong họ Cự đà (Iguanidae). Loài này được Gentile & Snell mô tả khoa học đầu tiên năm 2009.

## Hình ảnh
- Tập tin:Tập